# Copa del Mundo de Ciclismo de 1996
La Copa del Mundo de Ciclismo en el año 1996 tuvo los siguientes resultados:

## Calendario
| Prueba                      | Fecha         | País         | Vencedor         | Equipo del vencedor     |
| --------------------------- | ------------- | ------------ | ---------------- | ----------------------- |
| Milán-San Remo              | 23 de marzo   | Italia       | Gabriele Colombo | Gewiss-Playbus          |
| Tour de Flandes             | 7 de abril    | Bélgica      | Michele Bartoli  | MG Maglificio-Technogym |
| París-Roubaix               | 14 de abril   | Francia      | Johan Museeuw    | Mapei-GB                |
| Lieja-Bastoña-Lieja         | 24 de abril   | Bélgica      | Pascal Richard   | MG Maglificio-Technogym |
| Amstel Gold Race            | 27 de abril   | Países Bajos | Stefano Zanini   | Gewiss-Playbus          |
| Clásica de San Sebastián    | 10 de agosto  | España       | Udo Bölts        | Deutsch Telekom         |
| Leeds International Classic | 18 de agosto  | Reino Unido  | Andrea Ferrigato | Roslotto-ZG Mobili      |
| G. P. de Suiza              | 25 de agosto  | Suiza        | Andrea Ferrigato | Roslotto-ZG Mobili      |
| París-Tours                 | 15 de octubre | Francia      | Nicola Minali    | Gewiss-Playbus          |
| Giro de Lombardía           | 21 de octubre | Italia       | Andrea Tafi      | Mapei-GB                |
| Japan Cup                   | 27 de octubre | Japón        | Mauro Gianetti   | Team Polti              |

## Clasificación
| Pos | Corredor              | País                    | Puntos |
| --- | --------------------- | ----------------------- | ------ |
|     | Johan Museeuw         | Mapei-GB                | 162    |
| 2   | Andrea Ferrigato      | Roslotto-ZG Mobili      | 126    |
| 3   | Michele Bartoli       | MG Maglificio-Technogym | 124    |
| 4   | Andrea Tafi           | Mapei-GB                | 107    |
| 5   | Stefano Zanini        | Gewiss-Playbus          | 88     |
| 6   | Mauro Gianetti        | Team Polti              | 87     |
| 7   | Lance Armstrong       | Motorola                | 81     |
| 8   | Fabio Baldato         | MG Maglificio-Technogym | 77     |
| 9   | Davide Rebellin       | Team Polti              | 68     |
| 10  | Alexandre Gontchenkov | Roslotto-ZG Mobili      | 67     |

## Clasificación por equipos
| Pos | Equipo                  | País           | Puntos |
| --- | ----------------------- | -------------- | ------ |
| 1   | Mapei-GB                | Italia         | 101    |
| 2   | Motorola                | Estados Unidos | 61     |
| 3   | MG Maglificio-Technogym | Italia         | 60     |